# Genaro Snijders
Genaro Rasan Snijders (Amsterdam, 29 juli 1989) is een voormalig Nederlands profvoetballer die als aanvaller speelde. Anno 2021 speelt Snijders op amateurniveau bij FC Abcoude.

## Carrière
Snijders' carrière begon bij JOS Watergraafsmeer en FC Abcoude, waar hij werd gescout door AZ. Hier speelde hij tot de A-junioren. Omdat hij en Michel Doesburg het niet met elkaar konden vinden, besloot hij over te stappen naar de jeugdopleiding van Vitesse/AGOVV. Hier speelde hij in de A1, waarvandaan hij samen met Ricky van Wolfswinkel, Nicky Kuiper en Alexander Büttner naar de eredivisie promoveerde.
In het seizoen 2008-2009 speelde hij zijn wedstrijden voornamelijk in Jong Vitesse, maar door Theo Bos werd hij begin 2009 bij de selectie gehaald. Op 25 januari maakt hij thuis tegen N.E.C. zijn profdebuut, door in de 87ste minuut in te vallen voor Mads Junker.
Op 28 februari 2011 scheurde Snijders de voorste kruisband van zijn linkerknie. Terwijl hij revalideerde, verlengde Vitesse in de zomer van 2011 zijn contract met één jaar. Het duurde tot het einde van 2011 voordat hij weer aansloot bij de selectie. In januari 2012 speelde Snijders weer een tweetal oefenwedstrijden met het eerste elftal.
In januari 2012 verhuurde Vitesse Snijders tot het einde van het seizoen aan Willem II. Bij de eerste training van zijn nieuwe club liep Snijders opnieuw een knieblessure op. Hierdoor was hij voor de rest van het seizoen uitgeschakeld maar op vrijdag 10 augustus 2012 debuteerde hij alsnog voor Willem II, in de eerste wedstrijd van het Eredivisie-seizoen 2012/13, thuis tegen NAC Breda (1-1).
Snijders keerde in 2013 terug naar de Eerste divisie, waarin hij eerste een jaar voor FC Dordrecht speelde en daarna een jaar voor FC Oss. Hij tekende in juli 2015 een contract tot medio 2017 bij Notts County, dat net was gedegradeerd naar de League Two. Daar trof hij landgenoot Ricardo Moniz aan als trainer. Snijders en Notts County ontbonden in februari 2017 in onderling overleg zijn contract. In november 2017 sloot Snijders aan bij DVS '33 maar was pas per januari speelgerechtigd. In maart 2018 vertrok hij daar en ging naar het Utrechtse DHSC. In 2020 besloot hij terug te keren naar de club waar hij begon: FC Abcoude.
Naast zijn voetbalcarrière werkt Snijders sinds oktober 2017 als Learning & Development Coach bij Youvia. Per januari 2020 werkt Genaro bij GoodHabitz Online Trainingen.

## Statistieken
| Seizoen | Club           | Wedstrijden | Goals | Competitie     |
| ------- | -------------- | ----------- | ----- | -------------- |
| 2008/09 | Vitesse        | 2           | 0     | Eredivisie     |
| 2009/10 | Vitesse        | 6           | 0     | Eredivisie     |
| 2009/10 | → FC Omniworld | 11          | 3     | Eerste divisie |
| 2010/11 | Vitesse        | 15          | 0     | Eredivisie     |
| 2011/12 | Vitesse        | 0           | 0     | Eredivisie     |
| 2011/12 | → Willem II    | 0           | 0     | Eerste divisie |
| 2012/13 | Willem II      | 23          | 2     | Eredivisie     |
| 2013/14 | FC Dordrecht   | 10          | 2     | Eerste divisie |
| 2014/15 | FC Oss         | 27          | 3     | Eerste divisie |
| 2015/16 | Notts County   | 14          | 2     | League Two     |
| 2016/17 | Notts County   | 5           | 0     | League Two     |
| Totaal  |                | 115         | 13    |                |

Bijgewerkt t/m 15 juli 2021.